# Lomba de São Pedro
Lomba de São Pedro es una freguesia portuguesa perteneciente al municipio de Ribeira Grande, situado en la Isla de São Miguel, Región Autónoma de Azores. Posee un área de 6,99 km² y una población total de 309 habitantes (2001). La densidad poblacional asciende a 44,2 hab/km². Se encuentra a una latitud de 37°51' N y una longitud 25°19' O. La freguesia se encuentra a 64 m s. n. m. La principal actividad económica es la agricultura. Posee costa en el océano Atlántico al norte y montañas al sur. Fue creada el 15 de septiembre de 1980.
- Datos: Q2451875
- Multimedia: Lomba de São Pedro / Q2451875

1. ↑  Worldpostalcodes.org,código postal n.º 9625-204.